# Keltische Blattkrone
Die Keltische Blattkrone ist eine blattverzierte Haube mit seitlichen, fischblasen- oder blattförmigen Ansätzen. Die Vermutung, dass ihre Form auf Mistelblätter zurückgeht, hat einige Wahrscheinlichkeit. Die Kopfbedeckung findet sich bei der Sandsteinstatue des Keltenfürsten vom Glauberg. Im Grab 1 vom Glauberg wurden erstmals auch Reste einer solchen Kopfbedeckung gefunden, die belegen, dass die seltsam anmutende Kappe tatsächlich von bestimmten Personen getragen wurde. Das Attribut ist auch auf der Pfalzfelder Säule aus dem Hunsrück, dem "Kopf einer keltischen Statue" von Heidelberg-Bergheim (5. Jahrhundert v. Chr.) oder auf der Stele von Holzgerlingen zu finden. In auf die beiden "Blattseiten" reduzierter Form wird das Motiv auch auf weiteren, kleineren Schmuckelementen wie dem Gürtelhaken von Niederkassel verwendet.
Über die Bedeutung der Kopfbedeckung kann lediglich spekuliert werden. Offenbar handelte es sich um eine aus Draht und Leder gefertigte Haube, die wahrscheinlich eine Verbindung zur Götterwelt darstellte. Die Interpretation als "Krone" ist hypothetisch, da eine Funktion als Herrschaftssymbol keineswegs nachgewiesen ist. Daher sollte grundsätzlich bevorzugt der neutrale Begriff "Blattkappe" verwendet werden.

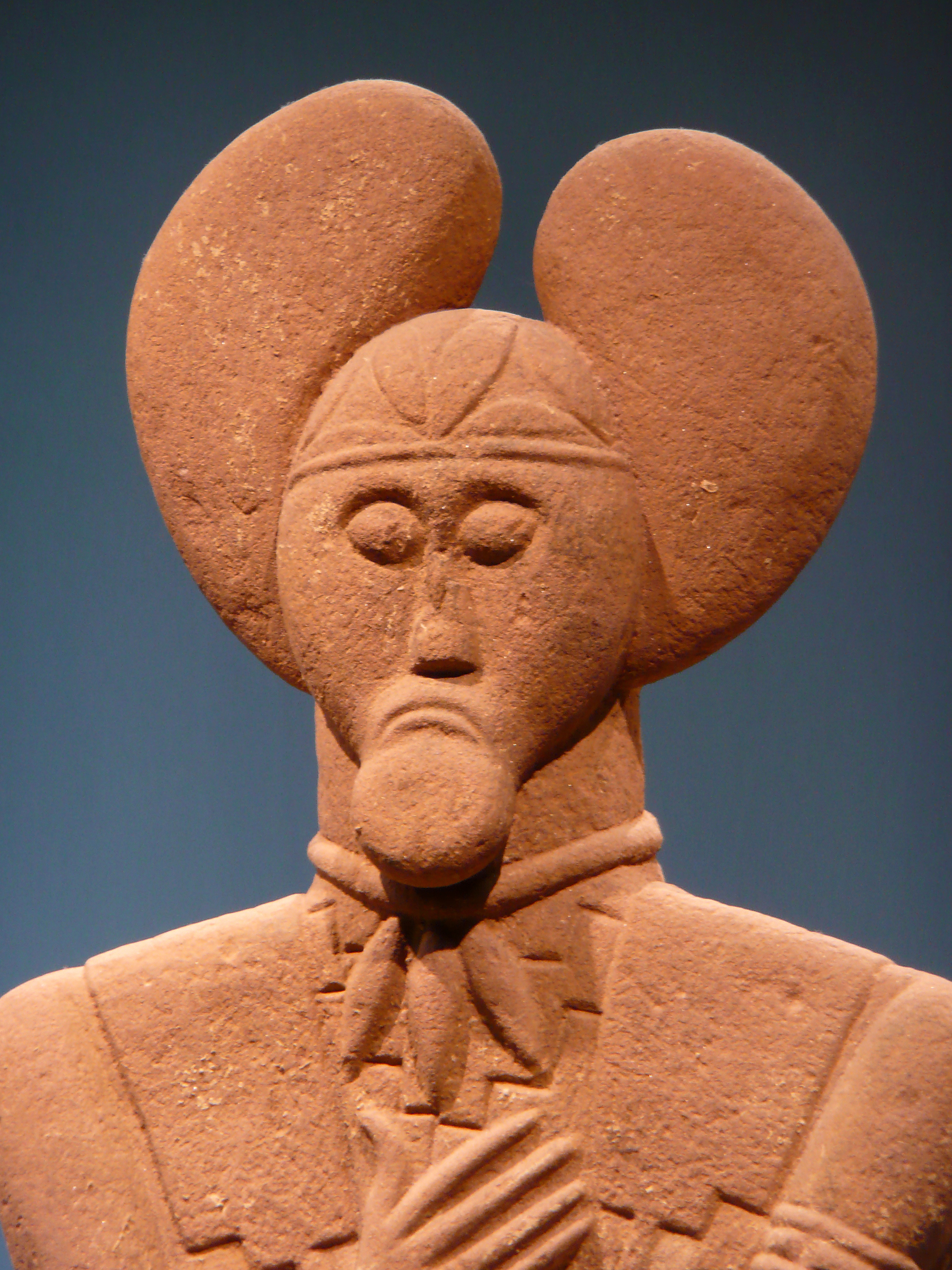
Blattkrone vom Glauberg
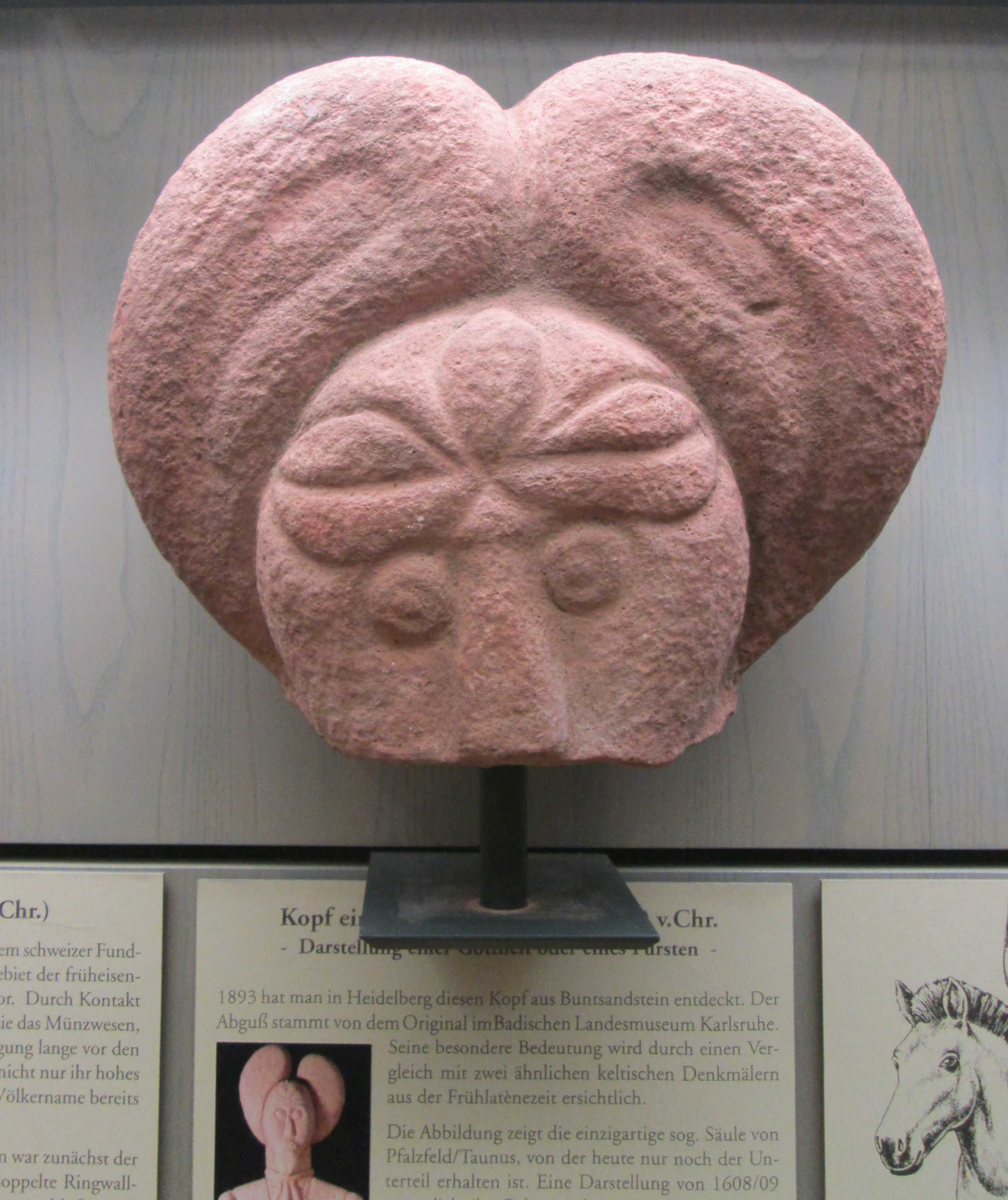
"Heidelberger Kopf"
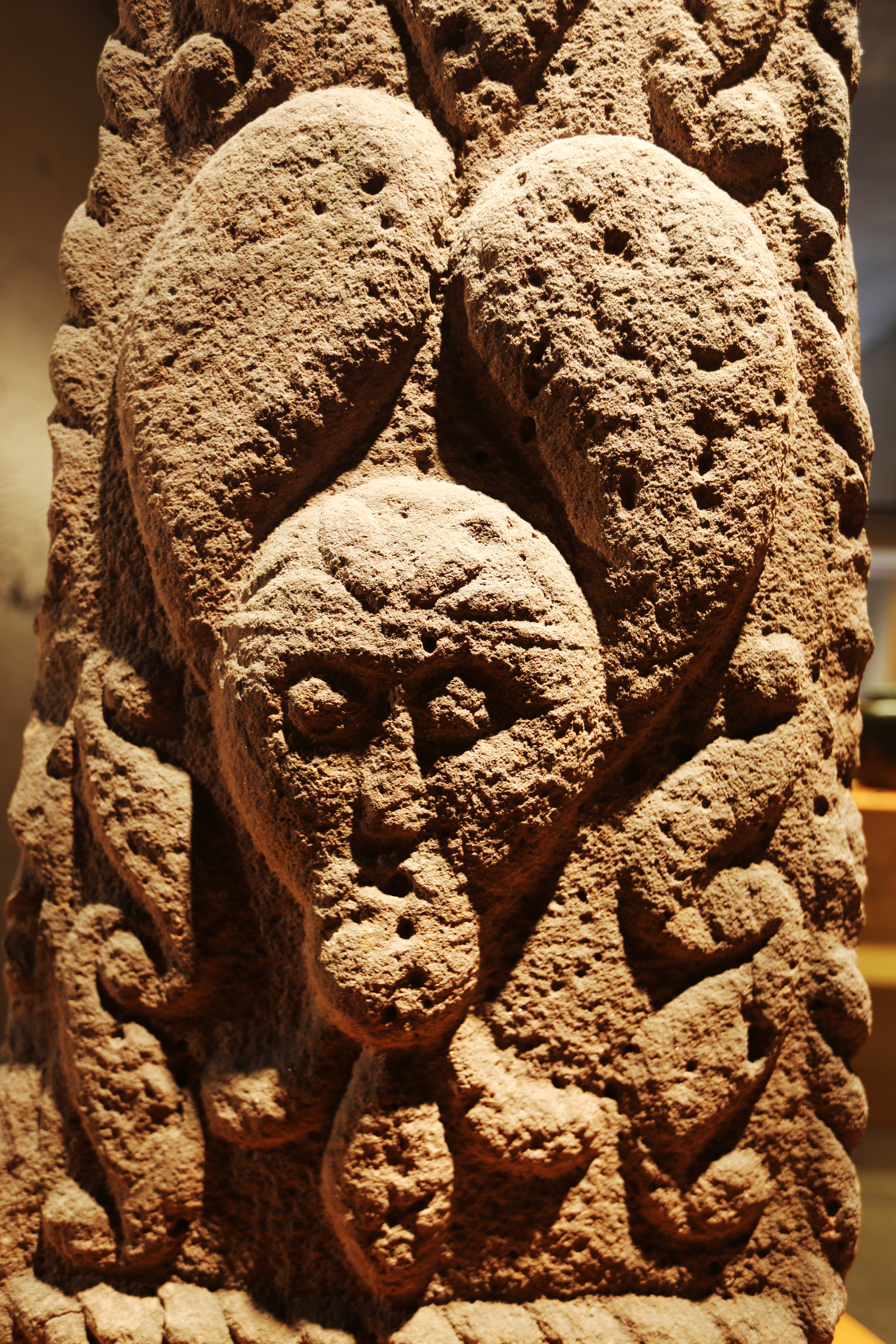
Kopf der Pfalzfelder Säule
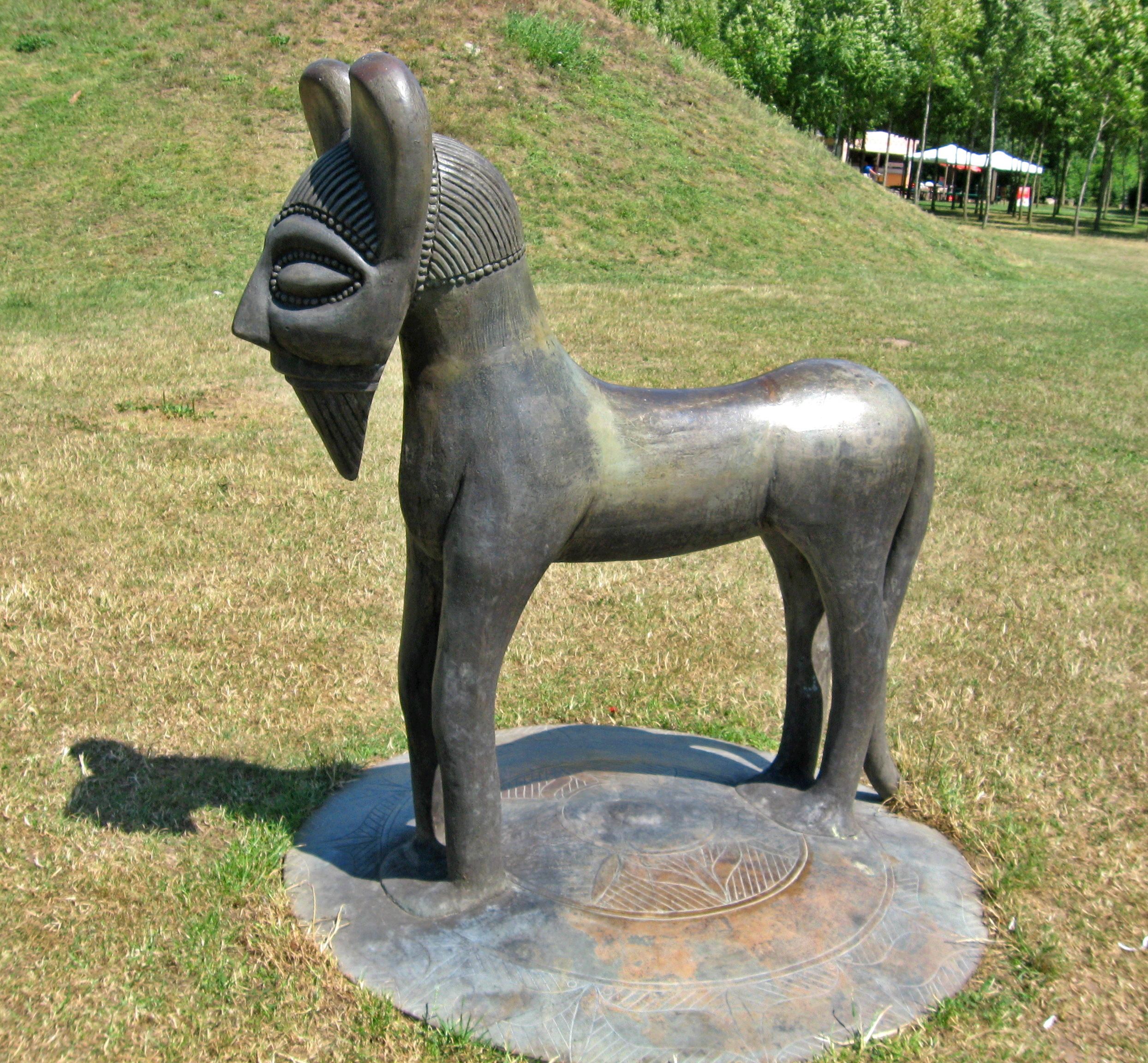
Bronze von Reinheim

## Parallelen
Eine 2007 in Uppåkra Schweden gefundene Figur, die schwedischen Archäologen als wikingerzeitlichen Löwenkopf deuten, zeigt Verbindungen zu keltischer Symbolik. Was in Uppakra an "Micky Maus"-Ohren erinnert, hat auffallende Ähnlichkeit mit keltischen Darstellungen aus Zentraleuropa. Im saarländischen Reinheim an der Grenze zum französischen Departement Moselle wurden zwei Grabhügel aus der Frühlatènezeit (um 370 v. Chr.) untersucht. Im so genannten "Fürstinnengrab" fand sich unter anderem eine Röhrenkanne, deren Deckel mit einem mystischen Fabelwesen verziert ist. Das Mischwesen aus Hund, Pferd und Mensch weist ebenfalls große, ohrenartige Merkmale auf und zeigt eine gewisse Ähnlichkeit zur Figurine von Uppåkra.